# جوني ناش
جون ليستر ناش الابن (بالإنجليزية: Johnny Nash)‏ (19 أغسطس 1940 في هيوستن - 6 أكتوبر 2020 في هيوستن)، هو مغني وموسيقي وممثل أمريكي. اشتهر في الولايات المتحدة بأغنيته الناجحة عام 1972 بعنوان «يمكنني رؤية بوضوح الآن».

## وصلات خارجية
- جوني ناش على موقع IMDb (الإنجليزية)
- جوني ناش على موقع ألو سيني (الفرنسية)
- جوني ناش على موقع ميوزك برينز (الإنجليزية)
- جوني ناش على موقع أول موفي (الإنجليزية)
- جوني ناش على موقع قاعدة بيانات الأفلام السويدية (السويدية)
- جوني ناش على موقع أول ميوزيك (الإنجليزية)
- جوني ناش على موقع ديسكوغز (الإنجليزية)
- جوني ناش على موقع قاعدة بيانات الفيلم (الإنجليزية)
- جوني ناش على موقع كينوبويسك (الروسية)